# Zempazulco
Zempazulco är en ort i Mexiko.   Den ligger i kommunen Ayutla de los Libres och delstaten Guerrero, i den södra delen av landet, 290 km söder om huvudstaden Mexico City. Zempazulco ligger 169 meter över havet och antalet invånare är 476.
Terrängen runt Zempazulco är platt åt sydväst, men åt nordost är den kuperad. Runt Zempazulco är det ganska tätbefolkat, med 65 invånare per kvadratkilometer. Närmaste större samhälle är Ayutla de los Libres, 13,2 km norr om Zempazulco. Omgivningarna runt Zempazulco är en mosaik av jordbruksmark och naturlig växtlighet.